# Ryuto Otake
Ryuto Otake (大竹 隆人 Otake Ryuto?), född 29 juni 1988 i Tokyo prefektur, är en japansk fotbollsspelare.
Otake började sin karriär 2011 i FC Machida Zelvia. Han spelade 88 ligamatcher för klubben. 2017 flyttade han till Fujieda MYFC.